# Fritz Föttinger
Fritz Föttinger (* 14. September 1939 in Bayreuth) ist ein deutscher Maler, Mundartschriftsteller, Grafiker und Keramiker.
Nach dem Abitur studierte er an der Pädagogischen Hochschule in Bayreuth. Von 1963 bis 1988 war er Volksschullehrer im Landkreis Bayreuth. Er heiratete 1987 und wurde 1988 freischaffender Künstler. Neben seiner Tätigkeit als Maler und Graphiker ist er auch Schriftsteller. Er hat sich dabei besonders um die Verschriftlichung der ostfränkischen Mundart bemüht. Für seine Bilder, die in zahlreichen Ausstellungen gezeigt wurden, erhielt er mehrere Kulturpreise. Er war jahrelang ein Weggefährte von Peter Coler.

## Publikationen
- Do freisdi fei drieba Fränkische Mundart. Gedichte im Bayreuther Dialekt, ill. vom Autor, Obernsees 1979
- Aufs Maul gschaut – Mundart im Landkreis Bayreuth, Bayreuth 1982
- Malerei, Grafik, Keramik, Gedichte Malerei, Grafik, Keramik, Gedichte, Bayreuth 1990
- Fritz Föttinger Malerei 1991–1994, Bayreuth 1994
- Fritz Föttinger Malerei und Texte 1994–1999, Bayreuth 1999
- Wegwarte ein fränkisches Herbarium, Bayreuth 2001
- Terra nova: Bilder und Texte 2004–2005, Mistelgau-Obernsees 2005

## Auszeichnungen
- 1989: Kulturpreis Landkreis Bayreuth
- 1991: Kunstpreis der Arbeitsgemeinschaft Selbständiger Unternehmer/Bundesverband Junger Unternehmer
- 1999: Kulturpreis der Oberfrankenstiftung